# Верх-Алеус
Верх-Алеус (рос. Верх-Алеус) — село у Ординському районі Новосибірської області Російської Федерації.
Входить до складу муніципального утворення Верх-Алеуська сільрада. Населення становить 679 осіб (2010).

## Історія
Згідно із законом від 2 червня 2004 року органом місцевого самоврядування є Верх-Алеуська сільрада.

## Населення
| 2002 | 2007 | 2010 |
| ---- | ---- | ---- |
| 815  | ↘809 | ↘679 |